# Perilampus inimicus
Perilampus inimicus is een vliesvleugelig insect uit de familie Perilampidae. De wetenschappelijke naam is voor het eerst geldig gepubliceerd in 1910 door Crawford.